# Kristian Truelsen
Kristian Truelsen est un acteur américain né le 6 octobre 1954 à Tarrytown, New York (États-Unis).

## Filmographie
- 1991 : King's Ransom (vidéo) : Policeman
- 1991 : My Girl : Charles
- 1996 : Prenez garde à la baby-sitter! (The Babysitter's Seduction) (TV) : Desk sergeant
- 1996 : Our Son, the Matchmaker (TV) : Pastor
- 1997 : Clover (TV) : Umpire
- 1998 : De la Terre à la Lune (From the Earth to the Moon) (feuilleton TV) : Kurt Debus
- 2000 : The Patriot : Hardwick
- 2001 : Mon copain Mac héros des étoiles (Race to Space) : Baldy
- 2006 : Lonely Hearts : Bank Manager
- 2008 : Un éclair de génie : Doctor
- 2010 : Patricia Cornwell : Tolérance zéro : Employé à la morgue